# Verne Anderson
Verne Ralph Anderson (Nelson, 19 luglio 1937 – Boulder, 30 settembre 1983) è stato uno sciatore alpino e allenatore di sci alpino canadese.

## Biografia
Sciatore polivalente originario di Rossland, Verne Anderson debuttò in campo internazionale in occasione della Harriman Cup 1957 (Sun Valley, 23-24 marzo), dove si classificò 25º nella discesa libera e non completò lo slalom speciale; entrò nella nazionale canadese nel 1959 e agli VIII Giochi olimpici invernali di Squaw Valley 1960, sua unica presenza olimpica nonché esordio iridato, si piazzò 22º nella discesa libera, 24º nello slalom gigante, 9º nello slalom speciale e 9º nella combinata, disputata in sede olimpica ma valida solo ai fini dei Mondiali 1960.
Dalla stagione 1960-1961 gareggiò anche in Europa e fu 2º nello slalom speciale della Harriman Cup (Sun Valley, 24-26 marzo); l'anno dopo ai Mondiali di Chamonix 1962 (10-18 febbraio), sua congedo agonistico, si classificò 30º nella discesa libera, 20º nello slalom gigante, 18º nello slalom speciale e 8º nella combinata. Si ritirò quello stesso anno per divenire allenatore della Nazionale canadese (fu il primo allenatore canadese della propria nazionale), divenendo allenatore capo in occasione dei IX Giochi olimpici invernali di Innsbruck 1964; ai Mondiali di Portillo 1966 e ai X Giochi olimpici invernali di Grenoble 1968 fu responsabile della squadra femminile.

## Palmarès

### Campionati canadesi
- 1 oro (discesa libera nel 1958)[1][7]

### Campionati statunitensi
- 1 podio (dati parziali):
  - 1 terzo posto (combinata nel 1960[8])

## Riconoscimenti
- John Semmelink Memorial Award (1962)[1]